# Vigo Video

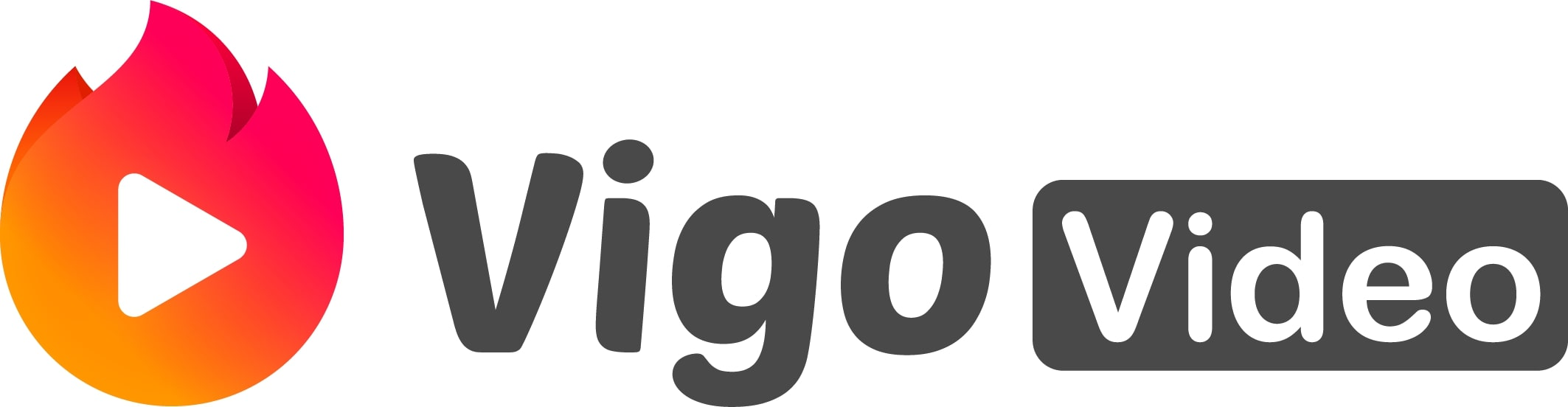
Logo do aplicativo

Vigo Video (anteriormente intitulado como Hypstar) é um aplicativo de rede social para criação de vídeos curtos que encoraja os seus usuários a capturar os melhores momentos do seu dia a dia, compartilhar e descobrir mais pessoas com os mesmos interesses. 
De propriedade da ByteDance, o aplicativo de vídeo foi lançado como Huoshan na China em meados de 2017 e, posteriormente, no mercado internacional, sendo expandido para o restante da Ásia e em seguida nos Estados Unidos da América e Brasil.
Atualmente está presente na América do Sul, Ásia e Oriente Médio, através de 34 idiomas.

## Recursos e Ferramentas
Para criar um vídeo com o aplicativo, os usuários podem escolher músicas de fundo de uma ampla variedade de gêneros musicais, realizar upload de músicas direto do celular, além de muitos áudios famosos de memes populares. O Vigo Video oferece ferramentas fáceis de usar para registrar seus momentos e uma grande diversidade de adesivos, stickers, filtros e efeitos especiais em suas criações. 
Funções como o recurso "dueto" permite aos criadores filmar um vídeo de outro vídeo. Os vídeos têm duração entre quinze e sessenta segundos. 

## Conteúdo
O Vigo Video possui diversas categorias em seu aplicativo. Humor, gastronomia, música, dança, esportes, Faça você mesmo (Da sigla em inglês DIY), Beleza, Animal, Estilo de viagem, entre outras.
A plataforma realizou campanhas com celebridades como Ivete Sangalo, Ronaldinho Gaúcho, Tirullipa, Carlinhos Maia, Ludmilla e grandes canais como o Porta dos Fundos e FitDance. Os famosos da internet também marcaram presença, Kéfera, Felipe Neto, os irmãos Rocha e Lucas Rangel foram alguns dos criadores digitais.
O Vigo Video organiza “desafios” com diversos temas para permitir que os usuários demonstrem sua criatividade, conheçam a comunidade e ganhem prêmios especiais por seu talento.

## Tecnologia
O Vigo Video utiliza inteligência artificial para analisar os interesses e preferências dos usuários por meio de interações com o conteúdo e exibir um feed de conteúdo personalizado para cada usuário.

## Destaque
As funcionalidades do app fizeram com que o Vigo Video chegasse ao topo dos “Principais Apps Gratuitos" no Google Play Brasil e Índia atingindo a marca de milhares de usuários no mundo após poucos meses do seu lançamento e ultrapassando em números apps já consolidados como WhatsApp e Facebook. 
Atualmente conta com mais de 100 milhões de downloads, de acordo com informações disponíveis na loja virtual do GooglePlay. 

## Bonificação
Com o ganho de engajamento (visualizações, curtidas e comentários) os utilizadores recebem flames, uma moeda digital do aplicativo que poderá ser sacada através do PayPal. 